# NGC 3110
NGC 3110, conocida como NGC 3122 y NGC 3518 es una galaxia espiral activa en la constelación Sextans.   Contiene extensas regiones de formación de estrellas Sb tipo Hubble, y está situada al sur del ecuador celeste.  Se estima que está a 218 millones de años luz de la Vía Láctea y tiene un diámetro de alrededor de 100.000 ly. Junto con PGC 29184 forma un par de galaxias unidas gravitacionalmente. Ubicada en la misma zona del cielo se encuentra la galaxia IC 589. 

## Descubrimiento
Varios astrónomos han documentado a NGC 3110 como objetos diferentes en el catálogo de NGC. El objeto fue descubierto por primera vez por William Herschel el 5 de marzo de 1785,   pero esta observación aparece en el catálogo de NGC con la designación NGC 3122. Esta galaxia también fue observada por el astrónomo francés Édouard Stephan el 17 de febrero de 1884, y es esta observación la que fue inscrita en el catálogo de NGC con la designación NGC 3110. Finalmente, el astrónomo estadounidense Ormond Stone también observó esta galaxia el 31 de diciembre de 1885, y esta observación fue inscrita en el catálogo de NGC con la designación NGC 3518.  

## Características
NGC 3110 tiene una línea HI ancha y es una galaxia infrarroja brillante (LIRG).  También contiene regiones de hidrógeno ionizado.  Hasta la fecha, tres mediciones sin corrimiento al rojo dan una distancia de 54,300 ± 1,375 Mpc (~177 millones de años luz), que está fuera de los valores de distancia de Hubble. 